# Cantharellales
Cantharellales is een botanische naam, voor een orde van schimmels. Volgens de Index Fungorum [14 maart 2009] is de samenstelling de volgende:
- orde Cantharellales
  - familie Aphelariaceae
  - familie Botryobasidiaceae
  - familie Cantharellaceae
  - familie Ceratobasidiaceae
  - familie Clavulinaceae
  - familie Hydnaceae
  - familie Tulasnellaceae

Alsook, ongeplaatst (incertae sedis): de geslachten Bulbilla, Burgella, Burgellopsis, Minimedusa,
Odontiochaete, Pneumatospora, Radulochaete en Stilbotulasnella.